# Château de Beaulieu (Machelen)
Pour les articles homonymes, voir Château de Beaulieu.
Le château de Beaulieu est un château de style baroque situé dans la commune de Machelen en Brabant flamand.
L'écluse se dressait sur les rives de la Woluwe avec vue sur la vallée de la Senne, d'où son nom « Beau lieu ». Les magnifiques environs du passé se sont transformés en un quartier résidentiel et une zone industrielle délabrée. Les jardins et dépendances attenants ont tous disparu. Après un long déclin au xxe siècle, le château est rénové au début du xxie siècle. L'œuvre en stuc de l'artiste du xviie siècle Jan-Christian Hansche (en) est proéminente dans le bâtiment.
Construit en 1654 par la famille des Tours et Taxis, le château a appartenu notamment à Gio Paolo Bombarda, fondateur du Théâtre de la Monnaie à Bruxelles et à l'entrepreneur Frédéric de Romberg.

## Historique

### Construction
Le parc du château était situé des deux côtés de l'actuelle rue Pieter Schroons (Pieter Schroonsstraat), qui existait déjà au xviie siècle, juste au nord de la route de Buda. En 1652, le comte Lamoral II de Tour et Taxis (en), grand-maître héréditaire de la Poste Impériale, rachète le domaine et fait construire le château. Le château aurait été conçu par Lucas Fayd'herbe et a été construit à partir de grès extrait localement : les façades avant et arrière ouvertes au maximum sont typiques de son œuvre. Les fenêtres exceptionnellement grandes étaient une caractéristique typique du palais urbain, appliquée ici dans un environnement rural à l'époque. Le château a été achevé entre 1653 et 1656. L'entrée se trouvait à l'origine du côté est, sur l'actuelle Pieter Schroonsstraat. Le nom original du château était Belvédère. L'un des nombreux propriétaires célèbres du château fut Gio Paolo Bombarda, fondateur du Théâtre de la Monnaie, qui y vécut de 1697 à 1712.

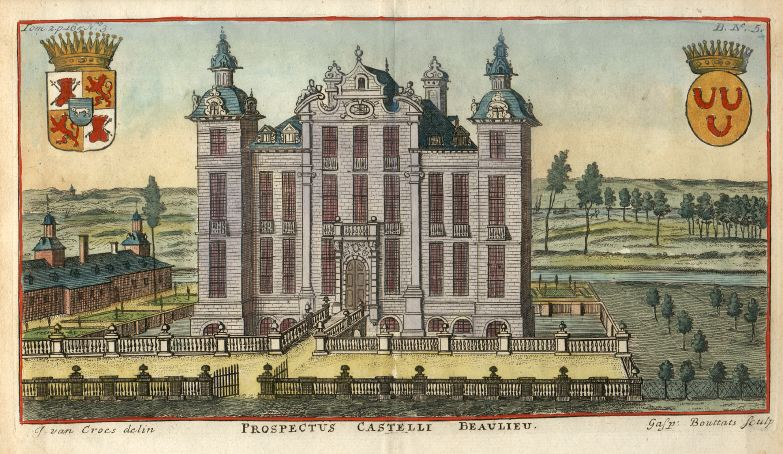
Le château de Beaulieu à la fin du XVIIe siècle
(gravure de Jacques Harrewyn).

Sur la carte de Ferraris, le château est situé le long de l'actuelle Pieter Schroonsstraat et est appelé « Château de Sainte Gertruyde Machelen ». À cette époque, la Budasteenweg débouchait sur le hameau de Buda sur le canal de Bruxelles. Les actuelles Budasteenweg et Broekstraat assuraient la liaison avec Diegem. Cette rue est interrompue aujourd'hui par la construction de l'E19. La Woluwe courait du côté ouest du château. En 1782, le banquier marchand d'esclaves Frédéric de Romberg rachète le château et de 1810 à 1838 il appartient au baron François-Joseph-Louis de Godin. L'Atlas des chemins vicinaux (1841) montre comment des étangs ont été construits de l'autre côté de la Woluwe.

### xixesiècle
Sur le plan parcellaire de Popp (1842-1843) et la carte de Vandermaelen (1846-1854), le château est appelé « Château de Godin ». Sur la carte du Dépôt de la Guerre de 1865, la Broekstraat, qui passe devant le château, est la seule route goudronnée reliant Machelen et Diegem. Entre 1865 et 1877, la Route de Buda, liaison importante entre Diegem et le canal, est considérablement élargie. Alors que la plus grande partie de la vallée de la Senne s'industrialise, le domaine du parc avec ses étangs reste rural. Les habitants célèbres du château au xixe siècle sont les comtes d'Alcantara (nl), qui achètent le château en 1840 (comte Emmanuel Joseph d'Alcantara). Son fils Anatole d'Alcantara vendit le château en 1884 à Emile Rittweger. Sous la famille d'Alcantara et sous la propriété de Rittweger, plusieurs modifications du château sont effectuées. L'entrée a peut-être été déplacée vers la façade ouest (sur l'actuelle Woluwelaan) et la « salle d'Hercule » a reçu la fonction de vestibule.

### Démantèlement du domaine
Dans les années 1920, de plus en plus d'industries s'installent de l'autre côté du château, si bien que l'idylle du lieu est définitivement perdue. Les héritiers de Rittweger vendent le château dans les années 1920. Dès lors, le château décline progressivement. La société immobilière, qui revendit le château en 1928, obligea le nouveau propriétaire dans les conditions de vente à démolir partiellement et démanteler le parc du château. Les avenues disparaissent, les canaux et étangs sont comblés et le parc du château est morcelé dans le quartier « Beaulieu » de Machelen. À la fin des années 1920, la tour nord-est du château est démolie. Les pierres du mur d'enceinte sont réutilisées pour la construction de l'église de Diegem-Lo (nl).

### Restauration
Aujourd'hui, le château est situé sur la très fréquentée Woluwelaan, construite entre 1947 et 1951. À la fin des années 1940, le château a été restauré par des passionnés, qui ont également acheté le château en 1956. La salle d'Hercule a été protégée en tant que monument en 1950, en 1955 la protection a été étendue aux façades. La restauration partielle fut achevée en 1964. De 1964 à 1975, un restaurant était installé au sous-sol du château et de 1964 à 1975 une exposition permanente du Musée de la Poste était installée au rez-de-chaussée.

### Délabrement et vandalisme
À partir de 1975 débute une deuxième période de délabrement et de vandalisme. C'est surtout cette période qui fut désastreuse pour la valeur patrimoniale du bien. Dans les années 1980 et 1990, les ouvertures des murs ont été maçonnées pour éviter d'autres dommages.

### Rénovation et nouvelle destination
À l'été 2002, une deuxième série de rénovations a commencé, qui comprenait la réouverture des douves circulaires. En mars 2017, une exposition temporaire d'art visuel aura lieu.